# Диего Улиси
Диего Улиси (на италиански: Diego Ulissi) е италиански колоездач.

## Биография
Роден е на 15 юли 1989 година в град Чечина, Италия. От 2010 година е професионален състезател по колоездене. През 2006 и 2007 година става световен шампион на шосе за юноши. През 2006 година заема второ място в Обиколката на Луниджана за юноши. През 2007 година е бронзов медалист в националното първенство за юноши на Италия в дисциплината „индивидуално бягане по часовник“. През 2011 година спечелва Обиколката на Словения. Състезава се за италианския отбор „Лампре“ (известен като „Lampre – ISD“).